# Cornelio Lucero
Cornelio Lucero (nacido en la provincia de San Luis s/d, y fallecido en la misma s/d) fue un político puntano que tomó el poder provisoriamente de su provincia a través de un complot para derrocar al gobernador Santiago Funes.
La Ciudad de San Luis se había quedado en estado de acefalía por ausencia del gobernador titular coronel Luis Videla, la Junta de Representantes, nombró, en su reemplazo, al Lic. Santiago Funes.